# Тамбурин (группа)
Тамбурин — советская и российская рок-группа, основанная Владимиром Леви в ноябре 1982 года.

## История
Группа была собрана в ноябре 1982 года певцом, композитором, поэтом и гитаристом Владимиром Леви. Леви к тому времени уже имел за плечами солидный опыт музыкальной работы: приехав в Ленинград поступать в Военмех, он стал известен, как автор-исполнитель песен под гитару. Желание выйти за рамки бардовской эстетики побудило его к поиску новых форм в рок-н-ролле. Он начал сотрудничество с группой «Галактика», которая впоследствии стала исполнять многие его песни. Позже он стал играть в англоязычной команде «Саша-218», но в 1978 году вновь вернулся к сольной карьере, но это продолжалось год: выступив на рок-фестивале в Риге, Леви разделил победу с группой «Последний шанс», после чего сам стал играть в этой группе. В 1981 году «Шанс» в очередной раз распался, и Леви вернулся в Ленинград, где принял участие в записи альбома «Треугольник» группы «Аквариум». Осенью того же года Леви выступил в концертной программе «Барды и современная музыка» в сопровождении «Аквариума» Борис Гребенщикова и М. Науменко (в будущем лидера группы «Зоопарк»). Успех побудил Леви к созданию своей группы. В первый состава «Тамбурина» вошли: экс-барабанщик «Аквариума» Александр Кондрашкин, флейтист «Пикника» Юрий Данилов, играющий в группе и сейчас, и бас-гитарист Дмитрий Филимонов. Год спустя в группу пришёл клавишник Максим Логвинов, и тогда же состоялся дебют группы на одном из концертов Рок-клуба.
Дебютный концерт группы, уже под названием «Тамбурин» состоялся 16 января 1983 года в Новом Петергофе. С тех пор эту дату принято считать днём основания группы.
В период 1983—1986 группа трижды становилась лауреатом рок-фестивалей, но группу покинули Логвинов, Филимонов и Кондрашкин. Их заменили клавишник Константин Меркулов, басист Андрей Щепанюк и ударник Александр Петелин.
В феврале 1986 году группа совершила длительные гастроли по городам Сибири, взяв в состав группы электрогитариста Сергея Болотникова, позже заменённого Вадимом Блейзизеном. Вскоре в группу вернулся Логвинов, покинувший группу по причине необходимости службы в армии. Группа дала несколько концертов с новой программой на гастролях и дома, но после неудачного выступления на 5-м фестивале Рок-клуба группу разом покинули Блейзизен и Петелин, а год спустя и Щепанюк.
В праздник 9 мая 1986 года(официально) произошла трагедия. Умер Сергей Семёнов(29 декабря 1948), бас-гитарист группы. Его нашли лишь спустя 2-3 дня дома с перерезанным горлом. Сперва причиной смерти официально было самоубийство, но спустя время выяснилось, что Семёнов в то время связался с криминальными персонажами, торговцами наркотиками. У Семëнова развилась наркотическая зависимость, к тому же он задолжал наркодилерам килограмм героина. 9 мая, к нему ворвались участники банды, угрожали ему ножом, после чего один из них перерезал Семёнову горло, отнёс тело на кухню и  выдал его смерть за самоубийство. Убийцу впоследствии нашли, это был некий Ринат "Бита" Гошин. В 1988 году он совершил побег из тюрьмы в 1988 году; в ноябре того же года он был застрелен милиционерами, пойманный с поличным во время ограбления.
Следующей зимой группа записала на студии «Мелодия» свой первый профессиональный альбом, вышедший в 1988 году. В течение долгого времени группа не могла найти стабильного барабанщика, пока в апреле 1994 года в «Тамбурин» не пришёл Вадим Петухов.
В течение 90-х группа перестала активно выступать, изредка играя в московских клубах и в Европе в роли уличных музыкантов. В 1998 году группа стала ежемесячно выступать в петербургском клубе «Зоопарк». В 1999 году компания «Отделение Выход» переиздала записанный на «Мелодии» альбом группы «К синим рекам». Все музыканты «Тамбурина» участвовали в других проектах, занимались звукорежиссурой, и в начале 2000-х группа практически не выступала полным составом, часто Леви один пел свои песни под гитару. В декабре 2001 в группу пришёл басист Константин Неймарк. В этот же период временно вышел из состава флейтист Юрий Данилов, отчасти его заменил Роман Полин.
Группа выезжает в Германию и играет там в местных клубах, а зимой выступает в Санкт-Петербурге и Москве. В отличие от многих других групп 80-х не получила широкой известности, в частности из-за того, что у Леви не сложились взаимоотношения с звукорежиссёром Андреем Тропилло, который сделал песни советских рок-музыкантов известными всей стране. В частности об этом говорит флейтист «Тамбурина» Юрий Данилов:

Что касается Тропиллы и наших с ним взаимоотношений, тут, скорее всего, вот что: Леви достаточно придирчив к саунду, а почему-то с Тропиллой они расходились в подходах к сведению. Ведь был же записан «Жук на расческе» именно у Тропиллы, да и «Я не знаю», вошедшая в сборник «Ленинградский Рок-клуб», из этого же источника… Просто Вова не умел настаивать на своих подходах… Как выяснилось, идеальный вариант для Вовы — это комп и клавиши у себя дома, и неограниченное время для записи, перезаписи etc.
Владимир Леви: С Андреем Тропиллой я всегда в дружественных и теплых отношениях. И откуда пошло, что у Леви не сложились взаимоотношения с звукорежиссёром Андреем Тропилло, мне непонятно. Просто сведение альбома «Жук на расческе» было сделано без меня, а сведение мне не понравилось.

## Состав группы

### Текущий состав
- Владимир Леви — вокал, гитара
- Максим Логвинов — клавишные, бэк-вокал
- Наталья Леви — клавишные, бэк-вокал
- Александр Василевский — бас-гитара
- Юрий Данилов — флейта, саксофон, кларнет
- Вадим Петухов — ударные

### Бывшие участники
- Вадим Блейзизен — электрогитара
- Дмитрий Филимонов — бас-гитара
- † Владимир Арбузов — бас-гитара
- † Сергей Семёнов — бас-гитара
- Герман Заикин — бас-гитара
- Андрей Щепанюк — бас-гитара
- Константин Наймарк — бас-гитара
- Александр Кондрашкин — ударные
- Александр Петелин — ударные
- Никита Алтунин — ударные
- Олег Бутман — ударные
- Константин Меркулов — клавишные
- Роман Полин — флейта
- Павел Штейнлухт — флейта

## Дискография

### Официальные издания
- 1988 — «Тамбурин Владимира Леви» (общий тираж:	78 185 экз.[1])
- 1990 — «Мотив убегающих дней» (общий тираж:	14 700 экз.[1])
- 1992 — «К Синим Рекам»
- 1996 — «Allemande»

### Неофициальные издания
- 1984 — «Жук на расчёске»
- 1985 — «Колёсико» (сольный альбом Владимира Леви)
- 1997 — «Спектакль»
- 1997 — «Берега» (сольный альбом Владимира Леви)
- 2001 — «Два альбома (Небо и Колодец)»